# 北加洛韋鎮區 (密蘇里州克里斯蒂安縣)
北加洛韋鎮區（英語：North Galloway Township）是位於美國密蘇里州克里斯蒂安縣的一個行政鎮區。

## 地方資料
北加洛韋鎮區的面積為95.06平方千米，當中陸地面積為95.00平方千米，而水域面積為0.05平方千米。根據2020年美國人口普查的數據，當地共有人口4398人，而人口密度為每平方千米46.27人。